# Riccardia alcicornis
Riccardia alcicornis là một loài rêu trong họ Aneuraceae. Loài này được Hook. f. & Taylor Trevis. mô tả khoa học đầu tiên năm 1877.